# Mokvînski Hutorî, Kostopil
Mokvînski Hutorî (în ucraineană Моквинські Хутори) este un sat în comuna Piskiv din raionul Kostopil, regiunea Rivne, Ucraina.

## Demografie
Componența lingvistică a localității Mokvînski Hutorî
     Ucraineană (99,42%)
     Alte limbi (0,58%)
Conform recensământului din 2001, majoritatea populației localității Mokvînski Hutorî era vorbitoare de ucraineană (99,42%), existând în minoritate și vorbitori de alte limbi.